# Stazione di Uchijuku
La stazione di Uchijuku (内宿駅?, Uchijuku-eki) è una stazione ferroviaria servita dal people mover linea Ina della cittadina di Ina, nella prefettura di Saitama, in Giappone. Attualmente si tratta del capolinea della linea, in attesa dell'estensione a nord.

## Storia
La stazione venne aperta il 22 dicembre 1990, ben 7 anni dopo l'inaugurazione della linea Ina, a causa di un ricorso avvenuto con un abitante residente lungo il tracciato.

## Linee e servizi
Saitama New Urban Transit
● Linea Ina (New Shuttle)

## Struttura
La stazione è realizzata lungo il viadotto del Jōetsu Shinkansen e dispone di un marciapiede a isola con due binari tronchi.
| 1-2 | ■ Linea Ina (New Shuttle) | per Maruyama e Ōmiya |

## Stazioni adiacenti
| «         | Servizio      | »         |
| Linea Ina | Linea Ina     | Linea Ina |
| --------- | ------------- | --------- |
| Hanuki    | Tutti i treni | Capolinea |